# Ashley Fletcher
Ashley Michael Fletcher, né le 2 octobre 1995 à Keighley, est un footballeur anglais qui joue au poste d'attaquant au Blackpool FC.

## Biographie
Formé à Manchester United, Ashley Fletcher ne prend part à aucun match avec l'équipe première des Red Devils. Le 7 janvier 2016, il est prêté au Barnsley FC pour le reste de la saison. Il inscrit neuf buts en vingt-sept matchs toutes compétitions confondues.
Le 12 juillet 2016, Fletcher s'engage pour quatre saisons avec West Ham United. Le 4 août suivant, il dispute son premier match avec les Hammers lors d'un match de Ligue Europa contre NK Domžale (victoire 3-0). Il inscrit son premier but avec West Ham face à Manchester United en League Cup (défaite 4-1). Régulièrement titularisé, il participe à vingt rencontres lors de son unique saison avec West Ham.
Le 28 juillet 2017, il signe un contrat de quatre ans avec le Middlesbrough FC. Après avoir joué vingt matchs avec Boro lors de la première partie de saison 2017-2018, il est cédé au Sunderland AFC dans le cadre d'un prêt de six mois le 31 janvier 2018.
Le 28 février 2022, Fletcher est prêté aux Red Bulls de New York en Major League Soccer pour une durée de six mois, avec une option d'achat pour le club américain.
Le 20 juin 2024, il rejoint Blackpool.

## Statistiques
| Saison                | Club                         | Championnat           | Championnat | Championnat | Coupe(s) nationale(s) | Coupe(s) nationale(s) | Compétition(s) continentale(s) | Compétition(s) continentale(s) | Compétition(s) continentale(s) | Total | Total |
| Saison                | Club                         | Division              | M.          | B.          | M.                    | B.                    | Comp.                          | M.                             | B.                             | M.    | B.    |
| 2015-2016             | Barnsley FC (prêt)           | League One            | 24          | 7           | 3                     | 2                     | -                              | -                              | -                              | 27    | 9     |
| 2016-2017             | West Ham United              | Premier League        | 16          | 1           | 2                     | 0                     | C3                             | 2                              | 0                              | 20    | 1     |
| 2017-2018             | Middlesbrough FC             | Championship          | 16          | 1           | 4                     | 1                     | -                              | -                              | -                              | 20    | 2     |
| 2018-2019             | Middlesbrough FC             | Championship          | 21          | 5           | 8                     | 4                     | -                              | -                              | -                              | 29    | 9     |
| 2019-2020             | Middlesbrough FC             | Championship          | 43          | 11          | 3                     | 2                     | -                              | -                              | -                              | 46    | 13    |
| 2020-2021             | Middlesbrough FC             | Championship          | 12          | 2           | 2                     | 2                     | -                              | -                              | -                              | 14    | 4     |
| Sous-total            | Sous-total                   | Sous-total            | 92          | 19          | 17                    | 9                     | -                              | -                              | -                              | 109   | 28    |
| 2017-2018             | Sunderland AFC (prêt)        | Championship          | 16          | 2           | -                     | -                     | -                              | -                              | -                              | 16    | 2     |
| 2021-2022             | Watford FC                   | Premier League        | 3           | 0           | 3                     | 2                     | -                              | -                              | -                              | 6     | 2     |
| 2022                  | Red Bulls de New York (prêt) | MLS                   | 0           | 0           | 0                     | 0                     | -                              | -                              | -                              | 0     | 0     |
| 2022-2023             | Wigan Athletic (prêt)        | Championship          | 19          | 2           | 2                     | 0                     | -                              | -                              | -                              | 21    | 2     |
| 2023-2024             | Sheffield Wednesday (prêt)   | Championship          | 22          | 0           | 3                     | 0                     | -                              | -                              | -                              | 25    | 0     |
| Total sur la carrière | Total sur la carrière        | Total sur la carrière | 192         | 31          | 29                    | 11                    | -                              | 2                              | 0                              | 223   | 42    |

## Palmarès
- Barnsley FC
  - Vainqueur du Football League Trophy en 2016.